# Rupela gibbera
Rupela gibbera là một loài bướm đêm trong họ Crambidae.